# Framicourt
Framicourt település Franciaországban, Somme megyében. Lakosainak száma 157 fő (2022. január 1.). Framicourt Biencourt, Bouillancourt-en-Séry, Ramburelles, Rambures és Le Translay községekkel határos.

## Népesség
A település népességének változása:
| Lakosok száma | 199  | 190  | 185  | 176  | 175  | 171  | 167  | 163  | 157  |
|               | 2013 | 2015 | 2016 | 2017 | 2018 | 2019 | 2020 | 2021 | 2022 |